# يو إف سي ليلة القتال: دوس سانتوس ضد تويفاسا
يو إف سي ليلة القتال: دوس سانتوس ضد تويفاسا (بالإنجليزية: UFC Fight Night: dos Santos vs. Tuivasa)‏ (المعروف أيضًا باسم يو إف سي ليلة القتال 142) هو حدث لفنون القتال المختلطة نظمته يو إف سي، وأُقيم في 2 ديسمبر 2018، على مركز أديلايد الترفيهي في أديلايد، أستراليا.